# Труд (Калининский район)
Труд — деревня в Калининском районе Тверской области. Относится к Черногубовскому сельскому поселению.
Расположена к северо-западу от Твери, к югу от деревни Черногубово. Рядом с деревней платформа Санатория на участке Тверь — Бологое главного хода Октябрьской железной дороги и мост через железную дорогу на автодороге «Черногубово-Андрианово».
В 1997 году — 62 хозяйства, 108 жителей. В 2002 году — 138 жителей.
По проекту скоростная автомагистраль Москва — Санкт-Петербург пройдет к югу от деревни (здесь планируется путепровод через Октябрьскую железную дорогу).